# Barri de Holyrood

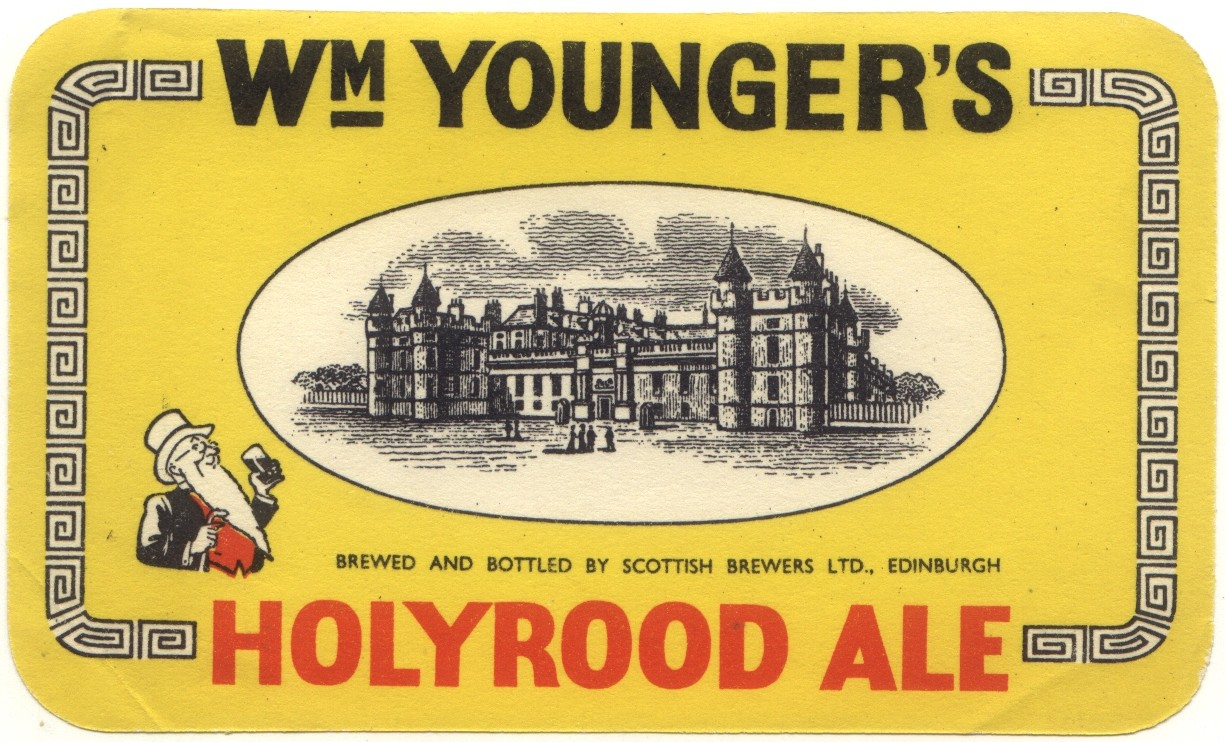
La indústria cervesera va ser la principal indústria local dels segles XIX i XX.

Holyrood (/ˈhɒliruːd/; escocès: Halyruid, Taigh an Ròid en gaèlic escocès) és una zona d'Edimburg, la capital d'Escòcia, situada a l'est del centre de la ciutat, als peus de la Royal Mile. La zona originalment va prendre el seu nom de l'abadia de Holyrood, que era l'església de Holy Rude (en scots "santa creu"). Holyrood inclou els llocs següents:
- El modern edifici del Parlament d'Escòcia[3] Per aquesta raó, "Holyrood" s'utilitza sovint als mitjans de comunicació contemporanis com a metònim del govern escocès.
- El palau de Holyrood House, la residència oficial del monarca a Escòcia.
- Les ruïnes de l'abadia de Holyrood
- Parc de Holyrood, un extens parc reial al sud i a l'est del palau.
- Queen's Gallery, part del complex de Holyroodhouse, antigament una església i ara una galeria d'art.
- Dynamic Earth, atracció de visitants i centre científic que és el museu interactiu més gran d'Escòcia.
- Diverses propietats residencials, comercials lleugeres i governamentals.